# 국방대학교
국방대학교(國防大學校, Korea National Defense University)는 대한민국 충청남도 논산시와 서울특별시 용산구에 소재한 대한민국의 국립 군사 대학이다.

## 연혁
1955년 8월 15일, 국일반명령 제231호에 의거하여 국방대학이 설립된다. 이듬해 3월 15일, 경기도 고양시 일대로 교사를 이전한다. 1957년 1월 14일, 대통령령 제1229호에 의거하여 국방연구원으로 명칭이 변경된다.
1961년 12월 31일, 국방대학원으로 명칭이 변경되었다. 이후 2000년 1월 1일, 대통령령 제16626호에 의거하여 국방대학원이 해체되었다.
이후 2000년 1월 1일, 「국방대학교 설치법」이 시행되면서 국방대학교가 설립되었다. 2014년 12월 12일, 예속되어 있던 합동참모대학을 합동군사대학교 산하로 넘겨주었다. 2017년 8월 11일, 혁신도시 사업의 일환으로 고양시 대덕동에서 충청남도 논산시로 교사를 이전하여 현재에 이르고 있다.

## 교육편제
국방대학교는 그 특성 상 학부 과정 설치 없이 산하에 안전보장대학원과 국방관리대학원을 설치하여 4개 학과에 대한 석·박사 과정을 제공하고 있다.

## 교육 방침 상의 특징
국방대학교는 대한민국 국방부 장관의 관할 하에 운영되며, 군사 대학을 이수한 장교와 학사 이상의 학위를 가진 일반직 국가공무원 또는 정부관리 기업체의 간부 중에서 학생을 선발한다. 학부 과정 없이 대학원 과정만 설치되어 있어 사실상 대학원대학으로 볼 수 있다.

## 같이 보기
- 대한민국 국방부
- 합동참모대학
- 합동군사대학교